# Дом Советов (Уфа)
Дом Советов — здание на Верхнеторговой площади в Новой Уфе города Уфы. Единственно построенное здание из уфимского комплекса сталинских высоток, и достроенное для Уфимского авиационного института, ныне — корпус Уфимского университета науки и технологий.

## Архитектура
По одному из вариантов, Дом Советов — протяжённое четырёхэтажное здание, фланкированное четырёхколонными малыми портиками, вертикальная ось симметрии которого разбивается центральным восьмиколонным портиком, который выходит на улицу Свердлова.
При этом, Дом Советов должен был иметь два парадных фасада — восточный, выходящий на площадь перед улицей Ленина, и западный, выходящий на улицу Карла Маркса, над которым устроена двухъярусная семиэтажная башня со шпилем.
При завершении строительства, здание достроено со значительным упрощением — без башни и гипсовых барельефов

## История
В 1930-х архитектором Б. Г. Калимуллиным разработан первый проект Дома Советов для Уфимского горсовета.
Архитектором Б. Г. Калимуллиным спроектирован комплекс зданий в стиле сталинского ампира — сталинских высоток на Верхеторговой площади, предполагавший снос всей её исторической застройки (за исключением Аксаковского народного дома), в том числе — Гостиного двора, на месте которого должна была расположиться доминанта комплекса — 15-этажный центральный корпус с башней со шпилем. Из-за эвакуации в Уфу в Великую Отечественную войну Ярцевской прядильной (из Смоленской области) и Серпуховской ткацкой (из Московской области) фабрик и размещением их в Гостином дворе, проект был отложен.
В соавторстве с братом С. Г. Калимуллиным, в 1950–1951 Б. Г. Калимуллин разработал обновленный проект Дома Советов, строительство которого начато в 1952. Проект уфимского комплекса сталинских высоток, в состав которого вошёл обновлённый Дом Советов, утверждён в 1954, но не был реализован из-за Постановления № 1871 «Об устранении излишеств в проектировании и строительстве». В 1956 город Черниковск вошёл в состав Уфы, и горсоветы были объединены.
К 1960 административный центр города перенесён на Комсомольскую площадь (ныне — площадь Ленина), перед которой построено здание для Уфимского городского комитета КПСС. Здание же Дома Совета достроено в период 1961–1963 уже для главного корпуса Уфимского авиационного университета (ныне Уфимский университет науки и технологий).